# 吉沢春水
吉沢 春水（よしざわ はるみ）は、日本のフィギュアスケート選手（女子シングル）。東京都出身。1969年、1970年全日本選手権3位。兄の吉沢昭もフィギュアスケート選手。

## 経歴
1968年、国民体育大会に東京都代表で出場し、高校女子で優勝。以降、1970年まで国体で3連覇を果たす。また、1971年と1972年でも国体の一般女子で2連覇を果たす。
1969年、全日本選手権で山下一美、宮川恵子に続き3位に入る。1970年の全日本選手権でも山下、武山修子に続き2年連続で3位となる。
1971年、日本学生氷上競技選手権大会にて優勝、翌1972年は2位となる。

## 主な戦績
| 大会/年      | 1967-68 | 1968-69 | 1969-70 | 1970-71 | 1971-72 |
| ------------ | ------- | ------- | ------- | ------- | ------- |
| 全日本選手権 |         |         | 3       | 3       |         |
| 国民体育大会 | 1       | 1       | 1       | 1       | 1       |